# Dongfeng Nammi Box
La Dongfeng Nammi Box est une citadine polyvalente électrique du constructeur automobile chinois Dongfeng Motor Corporation produite à partir de 2024 en Chine, et commercialisée en Europe à partir de mi-2024.

## Caractéristiques techniques

### Motorisation
La Nammi Box est dotée d'un moteur électrique de 95 ch (70 kW) alimenté par une batterie LFP (lithium-fer-phosphate) de 42,3 kWh pour une autonomie de 310 km.

## Finitions
- Style Edition[2]
- Launch Edition